# Vusad
Vusad (mađ. Uszód) je selo u jugoistočnoj Mađarskoj.
Zauzima površinu od 24,46 km četvornih.

## Zemljopisni položaj
Nalazi se u regiji Južni Alföld, na 46°34' sjeverne zemljopisne širine i 18°55' istočne zemljopisne dužine.

## Upravna organizacija
Upravno pripada kalačkoj mikroregiji u Bačko-kiškunskoj županiji. Poštanski broj je 6332.

## Povijest
Povijesni dokumenti ga prvi put spominju 1318. godine.

## Stanovništvo
U Vusadu živi 1114 stanovnika (2002.). Stanovnici su Mađari, a postoji i mala hrvatska zajednica. 2007. se Vusad udružio sa selom Baćinom radi zajedničkog održavanja predškolskog i osnovnoškolskog odgoja.

## Vanjske poveznice
- (mađ.) Čerta  Arhivirana inačica izvorne stranice od 12. travnja 2008. (Wayback Machine)